# Besleria glabra
Besleria glabra là một loài thực vật có hoa trong họ Tai voi. Loài này được (Oerst.) Hanst. mô tả khoa học đầu tiên năm 1866.